# Bridel (localité)
Pour les articles homonymes, voir Bridel (homonymie).
Bridel (en luxembourgeois : Briddel ) est une section de la commune luxembourgeoise de Kopstal située dans le canton de Capellen. Bridel à une population d'environ 2 400 habitants.

## Histoire
Avant le 1er juillet 1853, Bridel faisait partie de la commune de Steinsel.